# Ahorn (Bade-Wurtemberg)
Pour les articles homonymes, voir Ahorn.
Ahorn est une commune de Bade-Wurtemberg (Allemagne), située dans l'arrondissement de Main-Tauber, dans la région de Heilbronn-Franconie, dans le district de Stuttgart.

## Personnalités liées à la ville
- Johann Conrad Ulmer 1780-1820), graveur né à Berolzheim.